# Imanență
Imanența este un termen filosofic, care, referindu-se la un lucru sau la o ființă, afirmă că existența și realitatea există și evoluează prin sine însăși, nedeterminate de o cauză din afară, spre deosebire de transcendență, care indică o cauză exterioară și superioară.
Distincția între imanență și transcendență coincide parțial cu cea realizată de stoici între ceea ce depinde de noi și ceea ce nu depinde de noi.
Filozofia imanentă  este o filozofie idealist-subiectivă din Germania de la sfârșitul sec. 19 care considera că existența este „imanentă” conștiinței.

## Perspectiva imanenței
Filozofia imanentă sau cea a transcendenței i-a divizat pe filosofii medievali, pe filosofii neoplatonici de după Augustin de Hipona sau pe filosofii aristotelici de după Albertus Magnus și Toma de Aquino.
Școala filozofică idealist-subiectivă a fost formată în Germania la sfârșitul secolului al XIX-lea, avându-i ca reprezentanți pe Wilhelm Schuppe și Richard von Schubert-Soldern.
În enciclica Pascendi, papa Pius al X-lea a criticat folosirea abuzivă a acestei noțiuni în filosofia lui Baruch Spinoza și Immanuel Kant.

## Opinii filozofice

### Nietzsche
Cu afirmația sa, „Dumnezeu este mort”, Nietzsche declară că oamenii au fost lăsați să se descurce pe cont propriu, că nu trebuie să mai spere nici să descopere un adevăr transcendent și ascuns, nici să inventeze un sfârșit al istoriei prin construirea unui adevăr transcendent și definitiv.